# バッファロー吾郎
バッファロー吾郎（バッファローごろう）は、吉本興業東京本部に所属する日本のお笑いコンビ。1989年10月結成、NSC大阪校8期出身。キングオブコント初代王者。略称「バッファロー」。

## メンバー
- バッファロー吾郎A（バッファローごろうエー、旧芸名および本名:木村 明浩〈きむら あきひろ〉、1970年11月24日（54歳） - ）
  - ツッコミ（ネタによってボケ）担当、立ち位置は向かって左。
  - 兵庫県神戸市出身。

- 竹若 元博（たけわか もとひろ、1970年8月12日（55歳） - ）
  - ボケ（ネタによってツッコミ）担当、立ち位置は向かって右。
  - 京都府京都市出身。

## 略歴
1989年
コンビ結成、コンビ名を名付けたのは吉田ヒロ。
1991年
若手ユニット・吉本印天然素材に結成時より参加。
1994年
天然素材解散、吉本印天然劇場開始。大阪に戻り、自分たちの笑いを展開しようと決意する。
1999年
この頃まで小規模のライブハウス（時にビルの会議室）での活動を続ける。
吉本印天然劇場休止。
baseよしもと開場、所属。ダイナマイト関西第1回大会を心斎橋MUSEにて開催する。
『爆笑オンエアバトル』（NHK総合）に出場し（5月29日放送回）、11組中8位でオフエア（265KB）となった。
2001年
木村が結婚。baseよしもとメンバーとして「base JAPAN TOUR」に参加。
2002年
baseよしもとのメンバーとしてお笑い史上最大となる3万人ライブ「base SUMMER SMILE」へ参加。梅田コマ劇場にて「バッファロー吾郎特別公演 梅田コマ劇場1回連続出演記念 ご存知!ねずみ小僧次郎吉 木村ファミリー大いに笑う」を開催した。
2003年
大阪府立体育会館にて、ダイナマイト関西第10回大会を開催。その後、ファンからの要望によりDVD化。
うめだ花月開場に伴い、baseよしもとを卒業。
バッファロー吾郎監修「ゴチャゴチャ言わんと誰が一番おもろいんか決めたらええんや」発売。
2004年
Zepp Osakaにて「バッファロー吾郎の23時間半ライブ〜再入場OKなんです〜」開催。その後、「バトルオワライヤル」のコーナーがDVD化。
2005年
竹若が結婚。松本人志（ダウンタウン）と高須光聖によるラジオ番組『放送室』（TOKYO FM）内の企画「カプリチョーザ杯」第4回にて竹若が優勝。毎日放送との共同企画・おもしろGP喜利王スタート。
2006年
おもしろGP喜利王ファイナルがシアターBRAVA!にて開催。1200枚即日完売。ダイナマイト関西第12回大会「オープントーナメント大会」開催。
『オールザッツ漫才』（毎日放送）には、1990年の第1回から16年連続で出演。2004年からはネタ組の大トリも務めていたが、この年を以て番組卒業。
2008年
『ダイナマイト関西オープントーナメント大会2008』開催。
『キングオブコント2008』に出場しAリーグ内で500点満点中460点を獲得し最終決戦に進出。バナナマンに5対2で勝利して優勝。
2009年
木村が離婚。
コンビ結成20周年イベント開催（ABCホールで、8月5日から9月4日までの31日間の連続イベント）。
15年ぶりに東京再進出。
2011年
木村が『バッファロー吾郎A』に改名。
2016年
Aがダイナマイト関西のインタレスティング・プロデューサーを辞任。
2018年
大晦日に開催された野性爆弾のカウントダウンライブ『赤紙太郎』に出演。
2019年
Aが再婚。大晦日は竹若が『THE EMPTY STAGE』に出演し、『赤紙太郎』はAのみの出演となったため同年のコンビ活動は無し。
2020年
4月28日、なんばグランド花月にて開催される『ザ・プラン9と19人のコントな人たち』にて約1年4ヶ月ぶりにコンビ共演予定だったが、新型コロナウイルスの感染拡大を受け公演中止となった。
2021年
10月4日、ルミネtheよしもとにて開催された『リットン調査団水野還暦記念 リットン軍団リターンズ』にコンビで出演、約2年10ヶ月ぶりのコンビ共演となる。
12月6日、大阪ABCホールにて開催のザ・プラン9のイベント『ABCdeコント』にコンビでゲスト出演。
2022年
3月28日、ルミネtheよしもとで開催の『久馬歩責任編集月刊コント キング集号』に出演。キングオブコントの歴代王者が多数出演してコントを披露するという内容であったが、唯一「バッファロー吾郎A」「バッファロー吾郎竹若」とコンビ別々でのクレジットであった上に舞台上で二人が揃うこともなかった。
2023年
12月28日、「スッごい!おとなの時間」（MBSラジオ）の1夜限りの復活特番が放送決定。コンビの共演自体は1年9ヶ月ぶり、コンビとしてのメディア出演は2017年4月放送の「本能Z」（CBCテレビ）以来およそ6年8ヶ月ぶりとなる。

## 概要
吉本印天然素材解散後、大阪に戻る。ライブは心斎橋MUSEなど小規模なライブハウスから始まったが、年々ライブの規模は拡大。baseよしもとやうめだ花月でのイベントの傍ら、梅田芸術劇場や大阪府立体育会館など、通常お笑いのイベントを行わないような大規模な会場でもライブを行った。コンビ名の名付け親は本人らによると吉田ヒロ。
大阪時代は多くの主催イベントで若手芸人を呼び、後輩育成に尽力。その基準は「実力があるのに会社が推すことのなさそうな奴ら」だという。2017年の「バトルオワライヤル」を最後にコンビとしての主催イベントは行っていないが、以降もAは個人での主催イベント・配信ライブで積極的に若手芸人を呼んでいる。
バッファローファミリー（バッファロー軍団）というファミリーが存在する。主にダイナマイト関西などの出演者で構成されておりメンバーはケンドーコバヤシ、小籔千豊、土肥ポン太、野性爆弾、ザ・プラン9、サバンナ、後藤秀樹、レイザーラモン、笑い飯、麒麟、千鳥、南海キャンディーズ、ダイアン、とろサーモン、友近、ネゴシックス、天竺鼠、ジャルジャル、中山功太など。このファミリーの一部で『やりにげコージー』（テレビ東京）や『アメトーーク!』（テレビ朝日）へ出演した経験もある。『ジャイケルマクソン』（毎日放送）では若手を対象に「尊敬する芸人は?」というアンケートが行われた際、松本人志（ダウンタウン）に次ぐ第2位へランクインした。
年末恒例の特番『オールザッツ漫才』（毎日放送）には開始以来16年連続で出演し、リットン調査団が卒業して以降はネタ組の大トリも務めた。2006年の出演を最後に卒業。
2008年の第1回キングオブコント優勝を皮切りに全国区のテレビ番組への出演が増え、2009年にはコンビ結成20周年という節目の年を迎えたことから東京再進出を決める。
Aは俳優業やせきしろらとの企画ライブやコントライブ『すいているのに相席』の主催・出演、竹若は自身の好きなアメコミやDIY関連のイベントや番組への出演、また即興劇『THE EMPTY STAGE』でも活躍を続け、NSCでの講師活動も行っている。
2016年12月にAがダイナマイト関西のインタレスティング・プロデューサーを辞任してからは、ソロ活動が加速。2人が揃うことは滅多になく、不定期にイベントでゲスト出演する時のみとなっている。その理由について竹若は「契約形態の違い（竹若は吉本の専属契約、相方のAはエージェント契約）」と説明していた。
一方で、Aと藤本敏史（FUJIWARA）が不仲になるきっかけとなった「ポカホンタス事変」（2人によるお決まりのギャグ「oh!ポカホンタス」を2010年の『今年も生だよ芸人集合 笑いっぱなし伝説』（テレビ東京）で披露しようとしたものの上手くいかず、そのことで藤本に対して腹を立てたAが一切口を利かなくなった）の際、Aが「相方としてのフォローが一切なかった」との理由で竹若とも距離を置き始めたのが原因と明かされている。
また、それまで温厚だったAが「(2009年夏の)1ヶ月31イベントの終わりがけのころからスタッフに対して急に攻撃的になった」と竹若は語っており、「これまで溜まっていた何かが一気に出てしまったのではないか」と推測。なお竹若はイベントで一緒になった際、Aへ話しかけるも返事すらもないほど関係が悪化していることも語っている。そのためA側から今後のコンビの活動方針などの発信がなく、竹若自身も「どうしたらいいか分からないので、(Aからの動きを)待つしかない」という状態になっている。

## 芸風
- プロレスをテーマにしたネタなどを展開する。
- 舞台を所狭しと暴れ回るダイナミックな動きと、重箱の隅をほじくるようなマニアックなネタが特徴。その芸風はデビュー当時から現在までほとんど変わっていない。
- デビュー当時は、ネタの冒頭にAが「バッファロー吾郎! ○○するの巻!」と叫んでいた。
- Aは自己紹介の際、「絶好調、中畑清です!」と叫ぶギャグがある。また、「美味しゅうございます、岸朝子です!」「恐縮です、梨元勝です!」なる別バージョンも存在する。また、ラジオ番組『よしもとオンライン大阪 よしもと○○同好会』（MBSラジオ）内で「絶好調、中畑清です!」に代わるフレーズが毎回募集され、選ばれたものは実際に色々な番組で使われている。
- Aは架空の薬品「オモシロクナール（亜種あり）」を服用してきたという小ネタを出す機会が多い。そのフリがあってスベった際は"間違って類似品の「ヨクスベール」を飲んでしまった"と切り返している。どちらも31日連続ライブで限定グッズとして発売された（中身はラムネ菓子）。

## エピソード
- バッファローファミリーに属する若手は2人を追い抜いて出世する確率が高いので、ケンドーコバヤシ曰く「バッファロー吾郎は若手の極上の踏み台」とのことであるが、もちろん彼特有のジョークであり彼なりに2人を尊敬しているようである[9]。
- 全く売れておらず会社にも相手にされていなかった頃、バッファロー吾郎に目をかけてもらったメンバーもいてその多くが2人に対する感謝の念を語っている。
  - 友近は芸能活動を始めたての頃、バッファロー吾郎のラジオへ出演。当時の友近が演じた「ミナミの帝王に出てくる竹井みどりのものまね」に2人がどハマりし、「面白い奴がいる」として業界関係者に彼女をPRした。これによって友近の番組出演が増加、全国区の芸人として活躍するようになった。その後の逸話として既に全国区で売れ始めていた友近が、バッファロー吾郎の主催する年末カウントダウンイベントに参加しようと全国放送による年末特番の仕事を断っていた。この時、友近は「テレビの仕事はまたあるけど、兄さん達のカウントダウンはもう二度とないじゃないですか」と語ったという[10]。
  - ケンドーコバヤシは「バッファロー吾郎のために何ができるか?」というインタビュー中の問いに「死ねと言われたら躊躇するかもしれないが、銃弾が2人に飛んできたのなら迷わず盾になります」と、普段のキャラを捨てて珍しく真面目に答えている。
  - 中山功太はNSC出たての1年目、バッファロー吾郎のイベントに呼んでもらえたが極度の緊張状態に陥っていた。そこでAが最初に自らスベって、若手が出やすい状況にしてくれたため凄く嬉しかったという。後でAに「あの時はありがとうございました」と感謝の思いを告げたところ、「あぁ、あれガチでスベってん!」と笑い飛ばしていた。
  - くっきー!（野性爆弾）は、売れておらず会社や芸人仲間から「芸風を改めたら?」と言われていた頃にバッファロー吾郎のイベントに呼ばれた。いつも通りの芸風で滅茶苦茶なことをしていたら2人は大笑い、「お前絶対この芸風続けろよ! 俺らのために」とAから励まされたことでこの芸風を続けてこられたという。売れてからAと会い、当時のことをAに話すと「俺らは何もしてない。お前がおもろかったから売れたんやないか。それ以上でもそれ以下でもないよ」と缶コーヒーをおごってくれた。また竹若からは、「ロッシー（野性爆弾）と仲良うやれよ。相方だけや。お前の笑いを真にわかってくれるのは」とチョコモナカジャンボをおごってもらったという。
- 若手時代に『MBSヤングタウン』（MBSラジオ）へゲスト出演、当時の火曜日メインパーソナリティーだった嘉門達夫から「（相方として一緒に仕事をしている・後に「吉本印天然素材」に誘ってくれた）ぜんじろうよりもラジオでの喋りがうまい」と称賛された。
- 2人ともシティボーイズを敬愛。「futten」（主婦と生活社）誌上で芸人たちがお気に入りのDVDを紹介するコーナーでは、Aが「シティボーイズミックス PRESENTS NOTA 〜恙無き限界ワルツ〜」を挙げ、竹若が「シティボーイズミックス PRESENTS だめな人の前をメザシを持って移動中」を挙げていた。特にAは紹介文に「僕はシティボーイズさんのステージの雰囲気をそのままに、いつか自分たちの舞台でやりたい。タイトルもちゃんと決めてやりたいくらい、憧れる方」と記すほど。
- 第1回キングオブコント優勝後、竹若のブログ「竹若元博の幽境からの咆哮」が炎上。コメント欄の閉鎖に至った。これを受けた竹若による優勝を報告する記事が更新され、「（寄せられたコメントは）全て胸に刻みます」と記された。この事態と関連するかは不明だが、炎上が起こった数日後には竹若が運営する個人HPの掲示板も閉鎖された。
- キングオブコント優勝後の2008年11月4日に放送されたメ〜テレ（名古屋テレビ放送）の『超常芸人サバ～イ!』でケンコバ・友近・なだぎ武が2人に向けて自身が書いてきた手紙を読むコーナーがあり、なだぎは感極まって手紙の冒頭から泣いてしまい一向に読み進められなかった。それを受けて2人も号泣した。
- 旧コンビ名の『Wメガネ』『ミキ&アイガン』の名付け親は原西孝幸（FUJIWARA）である[11]。

## 主な主催イベント
- ダイナマイト関西
- バトルオワライヤル
- バッファロー吾郎の爆笑新ネタ逆転満塁ホームラン寄席
- BGO上方笑演芸大賞（バッファロー吾郎のおもしろ大賞）
- バッファロー吾郎20周年 1ヶ月31種類公演

## 出演番組

### テレビ番組
過去の出演番組
- 吉本印天然素材（日本テレビ）
- 怒涛のくるくるシアター（読売テレビ）
- 電動くるくる大作戦（読売テレビ）
- ワイドABCDE〜す（ABCテレビ）
- ピッカピカ天然素材!（TBSテレビ）
- 超天然銀座（テレビ朝日）
- 急性吉本炎→慢性吉本炎（TBSテレビ）
- すちゃらかコネクション（TOKYO MX）司会
- 超ねんてん博物館（関西テレビ） 司会
- 光速脳天!ベタキング（関西テレビ）
- 所のジオ玉（日本テレビ、1996年10月 - 1997年3月）
- 万国超紀行（毎日放送）
- ゲームの帝王（毎日放送）
- 吉本超合金（テレビ大阪）不定期出演
- 吉本超合金F（テレビ大阪）不定期出演
- ?マジっすか!（毎日放送）
- 見参!アルチュン（毎日放送）準レギュラー
- よしもとサンサンTV（サンテレビ）準レギュラー
- 明石家さんちゃんねる（TBS）不定期出演
- たかじんONE MAN（毎日放送）不定期出演
- 空と海と温泉と呪われし笑天 新春!バッファロー軍団の大喜利ツアー（関西テレビ、2005年1月4日）
- 水野キングダム（TOKYO MX・サンテレビ）準レギュラー
- UMEKA12（関西テレビ、2006年10月 - 2009年9月）毎月第3日曜日
- パチンコファイトTV（サンテレビ）
- バッファロー吾郎のアイドルを探せ!（朝日放送、2008年）
- 週刊ゲーム番長（テレビ東京）
- 大阪ゲームショウ（毎日放送、2008年 - 2011年）MC
- よしもと!Shall Weショッピング（毎日放送）
- 音の素（読売テレビ）2010年9月後半、2010年10月前半のマンスリーMC
- 俺たちのプロ野球伝説（中京テレビ、2010年11月20日）司会
- ザ・狩人（読売テレビ・日本テレビ、2011年4月 - 2013年9月）
- 日本の新しい笑い2012（日本テレビ、2012年1月3日）A∶ナビゲーター、竹若∶MC

### ラジオ番組
過去
- よしもとDAウー（ラジオ大阪）
- 京都発!吉本決死隊（1992年10月 - 1996年3月、KBSラジオ）
- スッごい!おとなの時間（2001年10月6日 - 12月29日、2002年5月26日 - 2008年3月29日、MBSラジオ）
- B（2002年4月 - 10月、MBSラジオ、火曜）
- おもしろGP喜利王（2005年10月9日 - 2006年3月26日、MBSラジオ）
- よしもとオンライン大阪 よしもと○○同好会（2009年4月 - 2010年4月、MBSラジオ、水曜）
- キラキラ吾郎（2010年1月6日 - 2012年4月25日、ラジオ大阪、水曜）

### ドラマ
- 素敵な夢を叶えましょう（2006年、MBSテレビ）木村はレギュラー出演、竹若は最終回第3話での出演
- 去年ルノアールで（2007年、テレビ東京）

### 映画
- 日常（2002年製作・2006年2月4日公開）
- 日常〜恋の声〜（2007年）
- 田沼旅館の奇跡（2015年）

### 新聞・雑誌
- 大喜利ング 3WAYマッチ!!（東京スポーツ・大阪スポーツ、隔週水曜日）
- 総本山バッファロー占い（東京スポーツ・大阪スポーツ、 - 2006年11月）
- バッファロー吾郎のこの映画も観てよ（マンスリーよしもと、吉本音楽出版）
- よしもと煮込み『バッファロー吾郎のわが生涯にいっぱいの悔いあり〜偽自伝〜』（テレビブロス、東京ニュース通信社）
- ぴあ的ミニシアター指南（ぴあ関西版、ぴあ）

## 書籍
- ゴチャゴチャ言わんと誰が一番おもろいんか決めたらええんや（ぴあ）
- 偽自伝〜我が生涯にいっぱいの悔いあり（東京ニュース通信社）
- B面-baseよしもとOFFICIAL BOOK
- B面03-baseよしもとOFFICIAL BOOK
- うめだ花月芸人読本-吉本興業オフィシャルブック

## DVD
- バトルオワライヤル（YOSHIMOTO WORKS、2005年05月25日）
- バトルオワライヤル〜バッファロー吾郎芸歴20周年記念版〜（R and C、2010年03月10日）
- ダイナマイト関西 〜全日本大喜利王決定トーナメント大会〜（YOSHIMOTO WORKS、2003年11月26日）
- ダイナマイト関西2006 〜オープントーナメント大会〜（YOSHIMOTO WORKS、2006年12月6日）
- ダイナマイト関西2008 〜オープントーナメント大会〜（R and C、2009年2月11日）
- ダイナマイト関西〜バッファロー吾郎芸歴20周年記念版〜（R and C、2010年03月10日）
- 緊急特別DVD 追悼ケンドーコバヤシさん（YOSHIMOTO WORKS、2005年10月26日）
- ビバリーヒルズ晴天白書（R and C、2008年01月23日）
- キングオブコント2008（R and C、2009年2月18日）
- 春子ブックセンター（R and C、2008年11月12日）
- 水野キングダム（YOSHIMOTO WORKS、2007年9月21日）
- 水野キングダムII（R and C、2008年6月18日）
- 新吉本プロレス 〜伝説の旗揚げ戦〜（YOSHIMOTO WORKS、2007年1月17日）